# Microsoft Lumia 532
Microsoft Lumia 532 — двухсимочный смартфон, разработанный компанией Microsoft. Смартфон стал первым устройством, появившимся на рынке под маркой Microsoft. Официально был представлен 10 января 2015 года, а старт продаж телефона в России начался 1.02.2015 . Телефон изначально шёл c предустановленной версией Windows Phone 8.1 + Lumia Denim. В связи с прекращением поддержки Windows 8.1 работает корректно только на Windows 10 Mobile. Доступно пять цветовых решения: оранжевый, чёрный, зелёный, белый, синий.